# Косінов Олександр Іванович
Олександр Іванович Косінов (нар. 1 липня 1983) — український дзюдоїст, Заслужений майстер спорту України (2011). Чемпіон 14-х Літніх Паралімпійських ігор 2012 року (Лондон).. Також чемпіон світу (м. Анталія, Туреччина, 2011) та Європи (Лондон, 2011). Бронзовий призер Кубка світу (2012). Чемпіон України (2011), володар Кубка України (2012).

## З життєпису
Закінчив Дніпропетровську фінансову академію (2007).
Виступає і займається у секції дзюдо Рівненського обласного центру «Інваспорт» у ваговій категорії до 81 кг.

## Відзнаки та нагороди
- Орден «За заслуги» II ст. (4 жовтня 2016) — За досягнення високих спортивних результатів на XV літніх Паралімпійських іграх 2016 року в місті Ріо-де-Жанейро (Федеративна Республіка Бразилія), виявлені мужність, самовідданість та волю до перемоги, утвердження міжнародного авторитету України[2]
- Орден «За заслуги» III ст. (17 вересня 2012) — за досягнення високих спортивних результатів на XIV літніх Паралімпійських іграх у Лондоні, виявлені мужність, самовідданість та волю до перемоги, піднесення міжнародного авторитету України[3]